# 三角铁

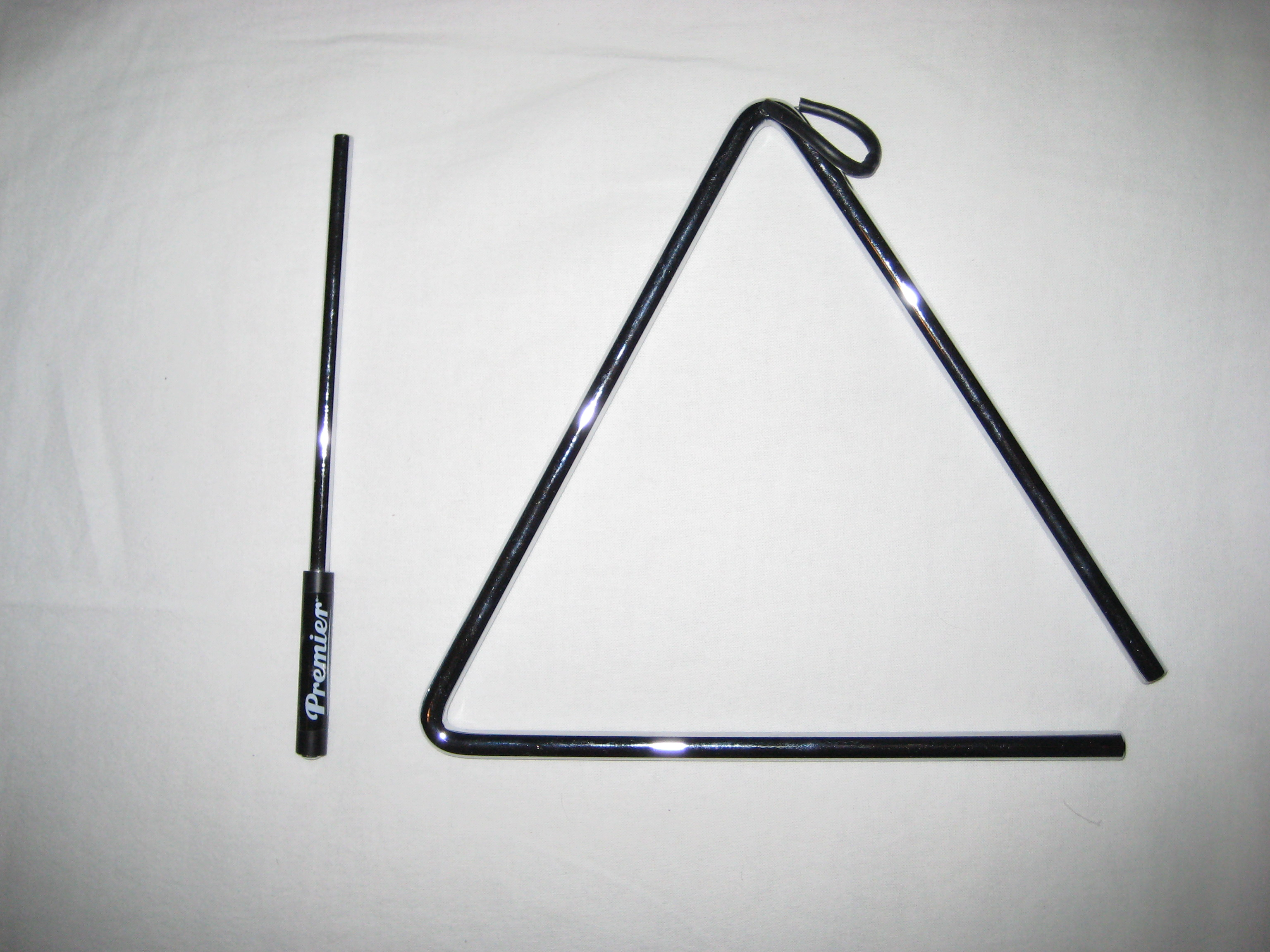
三角铁

三角铁，為體鳴樂器的一種。金属製，現在通常以鋼造，並弯曲成三角形。演奏方法分為開關兩種。常用於各種樂團製造音效。
演奏時一手持三角鐵上的繫繩，一手持金屬棒敲擊，敲擊之後視情況決定是否需要以手止音。通常有分單擊以及連擊兩種音效。單擊主要用於點綴樂曲，連擊則用於提昇樂曲聲勢。

## 尺寸
較常用的尺寸為20-70

## 發聲原理
三角鐵上方有個以羊腸、尼龍或是皮革製成的圓環可讓手指抓牢，並且增加聲音的穩定度；敲擊的小金屬棒則由另一隻手拿著。如果音符過於密集，演奏者也可以手持兩支金屬棒，但是他的手指千萬不可碰到三角鐵，以免影響到金屬的共振而改變出來的聲音。一般都是敲擊三角形外圍部分，需要比較柔的聲音時則敲擊內側靠近閉口角的地方。當樂曲需要很多快速的樂音時，演奏者就會不斷敲擊三角鐵三邊內側遠離三個角的部分，這樣聲音也會比較響亮。

## 生產商
Pearl 

Grover Pro Percussion